# Khu kinh tế Chân Mây – Lăng Cô
Khu kinh tế Chân Mây – Lăng Cô là một khu kinh tế rộng 271 km² ở phía Nam thành phố Huế, Trung Bộ Việt Nam, bao trùm thị trấn Lăng Cô và các xã Lộc Thủy, Lộc Tiến, Lộc Vĩnh thuộc huyện Phú Lộc.
Khu kinh tế này giáp Biển Đông ở phía Bắc và Đông, giáp thành phố Đà Nẵng ở phía Nam. Khu kinh tế Chân Mây – Lăng Cô được thành lập nhằm tạo ra một động lực tăng trưởng cho Vùng kinh tế trọng điểm Trung bộ trên cơ sở phát huy các điều kiện địa lý thuận lợi như nằm ở trung tâm Việt Nam, có cảng nước sâu Chân Mây, là một nút trên Hành lang kinh tế Đông – Tây nhờ đó dễ dàng tiếp cận các thị trường Lào, Thái Lan, Myanmar, có tuyến đường sắt và đường bộ cao tốc Bắc Nam đi qua. Khu kinh tế Chân Mây – Lăng Cô còn được xây dựng nhằm khai thác các tiềm năng du lịch tại khu vực, tạo thành một trung tâm du lịch - dịch vụ của vùng kinh tế trọng điểm và của cả Việt Nam.
Theo quy hoạch, khu kinh tế Chân Mây – Lăng Cô gồm 5 tiểu khu: khu phi thuế quan, khu công nghiệp, khu cảng Chân Mây, khu đô thị và khu du lịch.
Ông Hoàng Ngọc Khanh, Chánh Văn phòng UBND thành phố Huế xác định mục tiêu phát triển tại Khu kinh tế Chân Mây - Lăng Cô là thu hút các dự án công nghiệp sạch, công nghiệp công nghệ cao... Khu kinh tế Chân Mây - Lăng Cô hiện có (2016) 39 dự án đầu tư được cấp phép còn hiệu lực, với tổng vốn đầu tư đăng ký hơn 39.069 tỷ đồng. Trong đó, nhiều dự án lớn, điển hình là dự án Khu Du lịch Laguna Lăng Cô do Công ty Trách nhiệm hữu hạn Laguna Việt Nam thuộc Tập đoàn Banyan Tree (Singapore) làm chủ đầu tư với tổng vốn đầu tư 875 triệu USD, diện tích 280 ha.